# Йохан II фон Верденберг
Йохан II фон Верденберг (на немски: Johann II von Werdenberg, * ок. 1430, † 23 февруари 1486 във Франкфурт на Майн) от род Верденберги, е епископ на Аугсбург от 1469 до 1486 г.

## Биография
Той е син на граф Йохан III фон Верденберг-Зарганс († 1465) и съпругата му графиня Елизабет фон Вюртемберг († 1476), дъщеря на граф Еберхард III фон Вюртемберг и втората му съпруга Елизабет от Хоенцолерн-Нюрнберг. Брат му Хуго XI († 6 август 1508) е граф на Верденберг.
Папа Пий II назначава през 1463 г. Йохан II като коадютор на стария епископ на Аугсбург Петер фон Шаумберг († 12 април 1469). През 1469 г. той го последва като епископ.
След смъртта му през 1486 г. е последван от племенника му Фридрих II фон Цолерн, син на сестра му Агнес и граф Йобст Николаус I фон Хоенцолерн.